# 克拉约瓦集团
克拉约瓦集团（Craiova Group）是羅馬尼亞、保加利亚、塞尔维亚、希腊四个欧洲国家为推进进一步的相互间经济、交通、能源的融合而展开的合作计划。克拉约瓦集团在2015年4月24日于罗马尼亚城市克拉約瓦举行的一次三国元首峰会上发起。 罗马尼亚和保加利亚于2007年加入欧洲联盟，塞尔维亚自从2014年1月起就在进行加入欧洲联盟的谈判。从2017年10月起，希腊加入三国集团在保加利亚之瓦爾納举行之会谈而形成四方会谈。保加利亚維丁会晤之后的其中一项初始倡议是强化各国边界地带电信网络。